# تحليل الشبكات الاجتماعية

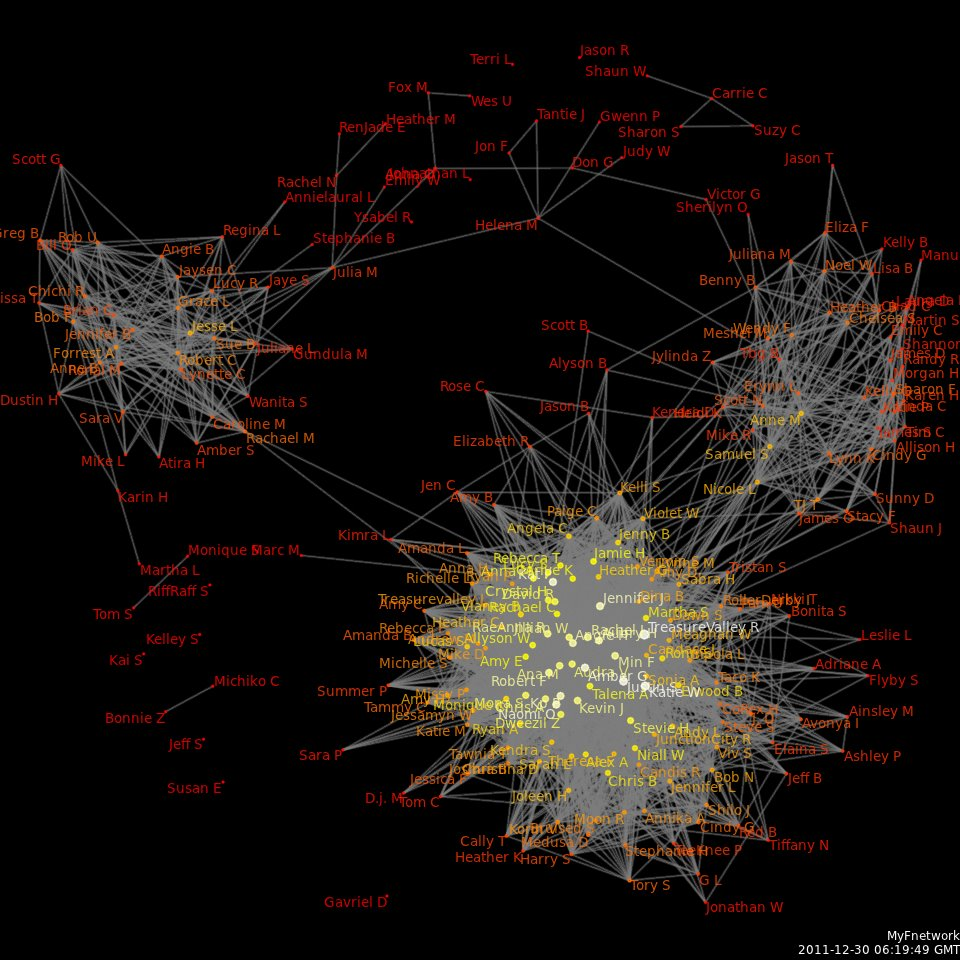
مخطط شبكة اجتماعية يظهر روابط الصداقة بين مجموعة من مستخدمي موقع الفيس بوك.

تحليل الشبكات الاجتماعية (SNA) هو التحليل المنهجي لـالشبكات الاجتماعية. ويعرض تحليل الشبكات الاجتماعية العلاقات الاجتماعية من حيث نظرية الشبكة التي تتكون من العقد (التي تمثل الجهات الفاعلة الفردية داخل الشبكات)والروابط (التي تمثل العلاقات بين الأفراد، مثل الصداقة والقرابة والوضع التنظيمي والعلاقات الجنسية وغيرها.) وكثيرًا ما يتم تصوير هذه الشبكات من خلال مخططات الشبكات الاجتماعية، حيث تمثل العقد على شكل نقاط والروابط على شكل خطوط.

## نظرة عامة
برز تحليل الشبكات الاجتماعية كأسلوب رئيسي في علم الاجتماع الحديث. وقد اكتسب متابعة بارزة في الأنثروبولوجيا وعلم الأحياء ودراسات الاتصالات والاقتصاد والجغرافيا والتاريخ وعلم المعلومات والدراسات التنظيمية والعلوم السياسية وعلم النفس الاجتماعي ودراسات التنمية واللسانيات الاجتماعية، وأصبح متاحًا الآن كأداة استهلاكية.
استخدم الناس فكرة «الشبكات الاجتماعية» بغير إحكام لأكثر من قرن من أجل الإشارة ضمنًا لمجموعات معقدة من العلاقات بين أعضاء الأنظمة الاجتماعية على جميع المستويات، بدءًا من المستوى الشخصي ووصولاً إلى المستوى الدولي. وفي عام 1954، بدأ جيه إيه بارنيز في استخدام المصطلح بشكل منهجي للدلالة على أنماط الروابط، والذي تضمن مفاهيم مستخدمة في العادة من قِبل الجمهور، وكذلك تلك المفاهيم المستخدمة من قِبل علماء الاجتماع: المجموعات (مثل القبائل والأسر) والفئات الاجتماعية (مثل، النوع والعرق). وعمد بعض العلماء، من أمثال إس دي بيركوفيتش وستيفن بورجاتي ورونالد بيرت وكاثلين كارلي ومارتين إيفريت وكاثرين فوست ولينتون فريمان ومارك غرانوفيتر وديفيد نوك وديفيد كراكهارت وبيتر مارسدين ونيكولاس مولينز وأناتول رابوبورت وستانلي واسرمان وباري ويلمان ودوغلاس آر وايت وهاريسون وايت إلى توسيع نطاق استخدام التحليل المنهجي للشبكات الاجتماعية. وحتى في دراسة الأدب، طبّق أنهاير وجيراردز ورومو وفوتر دو نوي وبورجيرت سينيكال تحليل الشبكات. وبالفعل، وجد تحليل الشبكات الاجتماعية استخدامات في العديد من المجالات الأكاديمية، بالإضافة إلى تطبيقات عملية، مثل مكافحة غسيل الأموال والإرهاب.

## التطور التاريخي
انظر الشبكات الاجتماعية.

## المقاييس

اللون (من الأحمر=0 إلى الأزرق=الحد الأقصى)يدل على المركزية البينية.

### الروابط
التماثل: هو مدى تشكيل العناصر الفاعلة لروابط مع آخرين يشبهونهم في مقابل آخرين مختلفين عنهم. ويمكن تعريف التشابه عن طريق النوع أو العرق أو السن أو المهنة أو الإنجاز التربوي أو المنزلة أو القيم أو أية خصائص جوهرية أخرى.
الارتباط المتعدد: عدد أشكال المحتوى الموجودة في رابط. على سبيل المثال، إذا كان هناك شخصان صديقان ويعملان معًا، فإن بينهما ارتباطًا متعددًا ثنائيًا. وقد اقترن الارتباط المتعدد بقوة العلاقة.
التبادلية/التعاكس: هو المدى الذي يتبادل عنده عنصران فاعلان صداقة بعضهما البعض أو غيره من أشكال التفاعل.
إغلاق الشبكات: مقياس لكمال العلاقات الثلاثية. ويطلق على افتراض إغلاق الفرد للشبكات (مثلاً، أن أصدقاءهم أصدقاء أيضًا) التعدي. والتعدي هو نتاج سمة الحاجة إلى الإغلاق المعرفي للفرد أو الموقف.
التجاور: ميل العناصر الفاعلة لإقامة روابط أكثر مع القريبين منهم جغرافيًا.

### التوزيعات
الجسر: عبارة عن فرد تملأ روابطه الضعيفة فجوة بنيوية، وهكذا تقدم الرابط الوحيد بين فردين أو مجموعتين. ويتضمن أيضًا أقصر الطرق عندما يتعذر تطبيق الطريق الأطول نتيجة مخاطرة عالية لتشويه الرسالة أو فشل الإرسال.
المركزية: تشير المركزية إلى مجموعة من المقاييس التي تهدف إلى تحديد «أهمية» أو «تأثير» (مجموعة متنوعة من الحواس) عقدة (أو مجموعة) معينة داخل إحدى الشبكات. وتشمل بعض الأمثلة الأساليب الشائعة لقياس «المركزية» المركزية البينية ومركزية التجاور ومركزية المتجه الذاتي ومركزية ألفا ومركزية الدرجة.
الكثافة: نسبة الروابط المباشرة في إحدى الشبكات والمتعلقة بإجمالي العدد المحتمل.
المسافة: الحد الأدنى لعدد الروابط اللازمة للربط بين عنصرين فاعلين. وقد تم تعميم ذلك من خلال ظاهرة العالم الصغير لعالم الاجتماع ستانلي ميلغرام وفكرة «مستويات الانفصال الستة».
الفجوات البنيوية: هي غياب الروابط بين جزأين في الشبكة. وربما يمنح اكتشاف واستغلال فجوة بنيوية ميزة تنافسية لـرائد العمل. وقد طور هذا المفهوم عالم الاجتماع رونالد بيرت، ويشار إليه أحيانًا على أنه فكرة بديلة لرأس المال الاجتماعي.
قوة الرابط: يتم تحديدها من خلال التركيب الخطي للوقت والكثافة الانفعالية والحميمية والتعاكس (أي التبادلية). وتتصل الروابط القوية بالتماثل والتجاور والتعدي، بينما تتصل الروابط الضعيفة بالجسور.

### التقسيم
يتم تعريف المجموعات على أنها 'زُمَر' إذا كان كل فرد مرتبطًا بشكل مباشر بكل فرد آخر، و«دوائر اجتماعية» إذا كان التواصل المباشر قليلاً، والذي يعد أمرًا غير دقيق، أو بأنها جماعات متماسكة بنيويًا إذا كانت الدقة مطلوبة.
معامل التجميع: هو مقياس لاحتمال ارتباط اثنين مقربين في عقدة. ويشير معامل التجميع الأعلى إلى «اتحاد» أكبر.
التماسك: هو درجة ارتباط العناصر الفاعلة بشكل مباشر بأحدها الآخر من خلال روابط التماسك. ويشير التماسك البنيوي إلى أقل عدد من الأفراد الذين إذا خرجوا من المجموعة تفككت.

## نمذجة الشبكات وإظهارها
إن التمثيل المرئي للشبكات الاجتماعية مهم للغاية لفهم بيانات الشبكات ونقل نتائج التحليل . وتتضمن العديد من البرامج التحليلية نماذج لعرض الشبكات. ويجري استكشاف البيانات عن طريق عرض العقد والروابط بتخطيطات متعددة، وكذلك الألوان والأحجام والخصائص المتقدمة الأخرى الخاصة بالعقد. وربما تكون التمثيلات المرئية للشبكات وسيلة قوية لنقل المعلومات المعقدة، ولكن ينبغي الحذر من تفسير العقدة وخصائص المخططات عبر شاشات العرض وحدها؛ حيث إنها قد تقوم بتحريف الخصائص البنيوية التي يكون فهمها أفضل عن طريق التحليلات الكمية.
يمكن استخدام مخططات التعاون لتوضيح العلاقات الجيدة والسيئة بين البشر. ويدل الجسر الإيجابي بين عقدتين على علاقة إيجابية (صداقة، تحالف، مواعدة)، بينما يدل الجسر السلبي بين عقدتين على علاقة سلبية (كراهية، غضب). ويمكن استخدام مخططات الشبكات الاجتماعية ذات الإشارات للتنبؤ بتطور المخططات في المستقبل. وفي الشبكات الاجتماعية ذات الإشارات، يوجد مصطلح الدوائر «المتوازنة» و«غير المتوازنة». ويتم تعريف الدائرة المتوازنة على أنها دائرة حيث تكون كافة الإشارات إيجابية. وتمثل المخططات المتوازنة مجموعة من الأشخاص الذين من غير المحتمل أن يغيروا رأيهم عن الآخرين في المجموعة. في حين تمثل المخططات غير المتوازنة مجموعة من الأشخاص الذين من المحتمل للغاية أن يغيروا رأيهم عن الآخرين في المجموعة. على سبيل المثال، مجموعة مكونة من 3 أفراد (أ وب وج)؛ حيث تربط بين «أ» و«ب» علاقة إيجابية، وبين «ب» و«ج» علاقة إيجابية، ولكن توجد بين «ج» و«أ» علاقة سلبية، ففي هذه الحالة تكون الدائرة غير متوازنة. ومن المحتمل للغاية أن تتحول هذه المجموعة إلى دائرة متوازنة، مثلاً تتكون الدائرة من علاقة جيدة بين «ب» و«أ» فقط، وتربط «أ» و«ب» علاقة سلبية بـ«ج». ومن خلال استخدام مفهوم الدوائر المتوازنة وغير المتوازنة، يصبح من الممكن التنبؤ بتطور مخططات الشبكات الاجتماعية ذات الإشارات.
عند استخدام تحليل الشبكات الاجتماعية بشكل خاص كأداة لتسهيل حدوث التغيير، فقد أثبتت الأساليب المختلفة لتخطيط الشبكات التشاركية جدواها. ويقدم المشاركون / القائمون على المقابلات بيانات الشبكات من خلال التخطيط الفعلي للشبكات (بالورقة والقلم أو بشكل رقمي) أثناء جلسة تجميع البيانات. وتتمثل إحدى فوائد هذا المنهج في السماح للباحثين بجمع البيانات الكمية وطرح أسئلة توضيحية أثناء جمع بيانات الشبكات.

## وصلات خارجية
- Introduction to Stochastic Actor-Based Models for Network Dynamics - Snijders et al. نسخة محفوظة 16 مايو 2011 على موقع واي باك مشين.
- Social Networking على مشروع الدليل المفتوح
- The International Network for Social Network Analysis (INSNA) – professional society of social network analysts, with more than 1,000 members
- Center for Computational Analysis of Social and Organizational Systems (CASOS) at Carnegie Mellon
- NetLab at the University of Toronto, studies the intersection of social, communication, information and computing networks
- Netwiki (wiki page devoted to social networks; maintained at University of North Carolina at Chapel Hill)
- Building networks for learning – A guide to on-line resources on strengthening social networking.
- Program on Networked Governance – Program on Networked Governance, Harvard University
- The International Workshop on Social Network Analysis and Mining نسخة محفوظة 8 مارس 2018 على موقع واي باك مشين. (SNA-KDD) - An annual workshop on social network analysis and mining, with participants from computer science, social science, and related disciplines.
- Historical Dynamics in a time of Crisis: Late Byzantium, 1204–1453 (a discussion of social network analysis from the point of view of historical studies)
- Social Network Analysis: A Systematic Approach for Investigating